# Copa de las Estrellas de Catar
La Copa de las Estrellas de Catar, también llamada "Copa QNB", es un torneo de fútbol por eliminatorias y una de las copas nacionales de Catar. Se disputa anualmente a la par que la Liga catarí, la Liga de fútbol de Catar. La competición emplea un sistema de eliminación directa, por lo que representa un formato de todos contra todos, es decir, sin particularidades que limiten enfrentamientos.

## Historia
El Al-Gharafa SC fue el primer conjunto campeón de la Copa de las Estrellas, venciendo en la final al conjunto del Al-Ahli SC por 5-0. Este resultado es el más abultado en toda la historia de las finales del torneo. 
El siguiente campeón fue el conjunto Al-Sadd SC, el club más laureado del fútbol catarí. En la final, año 2010, venció al Umm Salal SC por 1-0. 
Al igual que la liga, la copa ha visto pasar por algunas estrellas mundiales en los últimos años de su carrera. Estos jugadores han hecho que el fútbol catarí y todas sus competiciones sean cada vez más competitivas.
En la final disputada durante el año 2011, se impuso el Al-Wakrah SC en la tanda de penaltis por 10-9 frente al Al-Kharitiyath SC. El tiempo reglamentario finalizó con empate a 0.

## Palmarés
| Temporada | Campeón       | Resultado         | Finalista         |
| --------- | ------------- | ----------------- | ----------------- |
| 2009      | Al-Gharafa SC | 5 - 0             | Al Ahli SC        |
| 2010      | Al-Sadd SC    | 1 - 0             | Umm Salal SC      |
| 2012      | Al-Wakrah SC  | 0 - 0 (10-9 pen.) | Al-Kharitiyath SC |
| 2013      | El Jaish SC   | 2 - 0             | Al-Arabi SC       |
| 2014      | Qatar SC      | 3 - 2             | Al-Sadd SC        |
| 2018      | Al-Gharafa SC | 3 - 2             | Al-Rayyan         |
| 2019      | Al-Gharafa SC | 1 - 0             | Al-Duhail         |
| 2020      | Al-Sadd       | 4 - 0             | Al-Arabi          |
| 2021      | Al-Sailiya SC | 2 - 0             | Al-Rayyan         |
| 2022      | Al-Sailiya SC | 5 - 4             | Al-Wakrah SC      |
| 2023      | Al-Duhail SC  | 1 - 0             | Umm Salal SC      |
| 2024      | Umm Salal SC  | 4 - 4 (3-1 pen.)  | Al-Arabi SC       |
| 2025      | Al-Duhail SC  | 2 - 1             | Al-Arabi SC       |

## Títulos por club
| Club              | Campeón | 2° | Años campeón     |
| ----------------- | ------- | -- | ---------------- |
| Al-Gharafa SC     | 3       | -  | 2009, 2018, 2019 |
| Al-Duhail SC      | 2       | 2  | 2023, 2025       |
| Al-Sadd SC        | 2       | 1  | 2010, 2020       |
| Al-Sailiya SC     | 2       | -  | 2021, 2022       |
| Umm Salal SC      | 1       | 2  | 2024             |
| Al-Wakrah SC      | 1       | 1  | 2012             |
| El Jaish SC †     | 1       | -  | 2013             |
| Qatar SC          | 1       | -  | 2014             |
| Al-Arabi SC       | -       | 4  | ---              |
| Al Ahli SC        | -       | 1  | ---              |
| Al-Kharitiyath SC | -       | 1  | ---              |
| Al-Rayyan SC      | -       | 1  | ---              |

- † Equipo desaparecido.